# Junta vecinal
Junta vecinal es el nombre que legalmente reciben en la comunidad autónoma de Cantabria las entidades de ámbito territorial inferiores al municipio.
La Ley 6/1994, de 19 de mayo, reguladora de las Entidades Locales Menores, es la que estableció esta forma de organización de estas entidades.

## Atribuciones
La junta vecinal está formada por un presidente y cuatro vocales. Las atribuciones y competencias de las juntas vecinales son:
- El impulso, control y fiscalización de los actos del presidente.
- La aprobación y modificación del presupuesto anual y ordenanzas; la censura de cuentas y el reconocimiento de créditos siempre que no exista consignación presupuestaria.
- La administración y conservación de bienes y derechos propios de la entidad y la regulación del aprovechamiento de los bienes comunales.
- El ejercicio de acciones judiciales y administrativas.
- La adopción de acuerdos sobre disposición de bienes, operaciones de crédito y expropiación forzosa, que deberán ser ratificadas por el Ayuntamiento respectivo.
- La aceptación de la delegación de competencias municipales.
- La adquisición de bienes y derechos y la transacción sobre los mismos.
- La contratación de obras, servicios y suministros y la aprobación de los proyectos de obra.
- En general, cuantas atribuciones se asignaran por Ley al Ayuntamiento Pleno con respecto al gobierno y administración del municipio, en el ámbito de la Entidad.

## El concejo abierto
La legislación de Cantabria permite que en algunos casos las Juntas Vecinales se organicen bajo el régimen de concejo abierto, que consiste en que la toma de decisiones se hace en asambleas en las que participan todos los vecinos de la localidad. Para que se de esta circunstancia se debe cumplir alguna de las siguientes condiciones:
1. Que la entidad local menor tenga una población inferior a 100 habitantes.
2. Que pertenezca a un municipio que a su vez funcione en concejo abierto.
3. Que tradicionalmente cuente con este singular régimen de gobierno y administración.
4. Que por su localización geográfica, la mejor gestión de sus intereses y otras circunstancias lo hagan aconsejable.